# Herakles Farms
Herakles Farms est une société américaine active dans les plantations de palmiers à huile et de commerce du bois. Son siège est à New York. Selon son site web, il est engagé pour le développement durable.

## Activités au Cameroun
La présence de Herakles Farms au Cameroun a commencé en 2009. Sithe Global Sustainable Oils Cameroon (SGSOC) est la filiale Camerounaise de Herakles Farms et a reçu une concession de 73 000 hectares de forêt tropicale pour être transformée en plantations pour l'huile de palme en 2009,,. Cette concession a été suspendue par le gouvernement du Cameroun en mai 2013. Herakles Farms affirme investir 300 milliards de francs CFA et améliorer la vie des personnes de la région. Des locaux comme Nasako Besingi, fondateur et directeur de Struggle to Economize our Future Environment s'opposent à ce projet.

## Litiges

### Plaintes de fermiers
Selon Grenpeace Afrique, 244 fermiers camerounais portent plainte contre Sgsoc, ex-filiale de la firme américaine Herakles.
SCSOC est accusé de fréquents recours à l'intimidation et la corruption à l'encontre des responsables et des décideurs clés dans la communauté.
Un tribunal de Limbé - Cameroun, condamne Herakles à une amende de 4,6 millions de dollars pour discrimination raciale. La forêt tropicale qui est l'enjeu des litiges est l'habitat de chimpanzés et forage.